# Boracita
La boracita o parasita es un mineral de los llamados tectoboratos, de la clase 6 de minerales boratos. Fue nombrado por su alto contenido en el elemento boro.
La boracita fue descubierta por primera vez en Lüneburg Kalkberg (hoy localidad tipo) en la Baja Sajonia, en 1787, por von G. Lasius en forma de cristales de cuarzo cúbicos de Lüneburg. Debido a su localización y su brillo, el mineral también recibió el nombre de diamante de Lüneburg. Su nombre final lo recibió en 1789 por Abraham Gottlob Werner, que lo nombró por su principal compenente, el boro (19 a 20% por masa).
Otros sinónimos utilizados por diversos investigadores son Borax calcáreo, Boraxespato,  piedra del cubo (de Lüneburg), cuarzo calcáreo, Sedativespato (por H. Westrumb) y Staßfurtit.

## Características químicas
Es el dimorfo ortorrómbico de la trembathita (Mg3B7O13Cl) trigonal. Perteneciente al llamado "grupo de la boracita", es el equivalente con magnesio de la ericaíta ((Fe2+)3B7O13Cl) y de la chambersita (Mn3B7O13Cl). Con este último forman los dos extremos de una serie de solución sólida, dando una familia de minerales sustituyendo gradualmente el magnesio por hierro.
Incluso los ejemplares más puros suelen tener algunas zonas con impurezas de hierro -Fe(II)-, que le dan tonalidades de color verde.

## Formación y yacimientos
Se puede encontrar en depósitos de rocas evaporitas, en las que normalmente está asociado a yeso, anhidrita y/o halita. También, aunque más raro, en depósitos marinos con potasio.
Minerales con los que se suele encontrar asociado: magnesita, kainita, hilgardita, halita, yeso, danburita, carnalita o anhidrita.